# Monte Rosso d'Ala
Il Monte Rosso d'Ala (2.763 m s.l.m.) è una montagna delle Alpi di Lanzo e dell'Alta Moriana nelle Alpi Graie. Si trova in Piemonte nelle Valli di Lanzo nella linea di montagne che separa la Val d'Ala dalla Val di Viù.

## Accesso alla cima
La via d'accesso più facile è la cresta sud a partire dal colletto del Monte Rosso (2.590 m), a sua volta raggiungibile dal vallone di Lusignetto (Ala di Stura).

## Cartografia
- Cartografia ufficiale italiana dell'Istituto Geografico Militare (IGM) in scala 1:25.000 e 1:100.000, consultabile on line
- Istituto Geografico Centrale - Carta dei sentieri e dei rifugi scala 1:50.000 n. 2 Valli di Lanzo e Moncenisio
- Istituto Geografico Centrale - Carta dei sentieri e dei rifugi scala 1:25.000 n.110 Alte Valli di Lanzo (Rocciamelone - Uja di Ciamarella - Le Levanne)